# Susanne Herold (Politikerin)

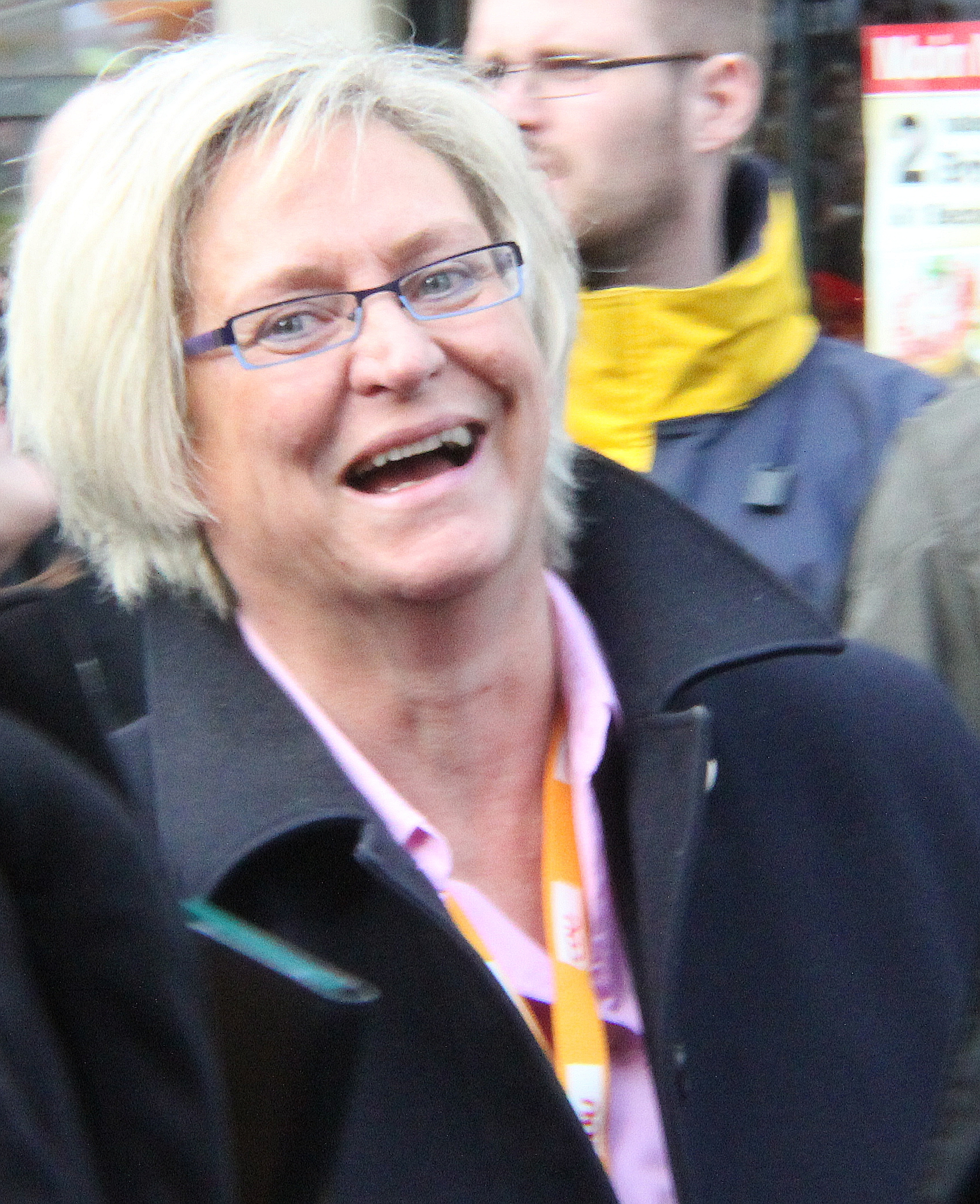
Susanne Herold (2012)

Susanne Herold (* 22. April 1959 in Schönberg/Holstein) ist eine deutsche Politikerin (CDU).

## Leben und Beruf
Nach dem Abitur 1978 in Preetz absolvierte Susanne Herold ein Studium der Fächer Englisch und Wirtschaft/Politik an der Pädagogischen Hochschule Kiel. Nach der Ableistung ihres Referendariates von 1983 bis 1985 an einer Realschule in Rendsburg war sie zunächst als angestellte Lehrkraft und bei der Jugendstiftung des Landes Schleswig-Holstein tätig. Ab 1988 war sie Haupt- und Realschullehrerin an der Kurt-Tucholsky-Schule in Flensburg.

## Partei
Nachdem sie 1975 schon Mitglied der Jungen Union geworden war, trat Susanne Herold 1978 auch in die CDU ein. Sie gehört seit 2002 dem Landesvorstand der CDU in Schleswig-Holstein an und war 2004 bis 2012 Vorsitzende des CDU-Kreisverbandes Flensburg.

## Abgeordnete

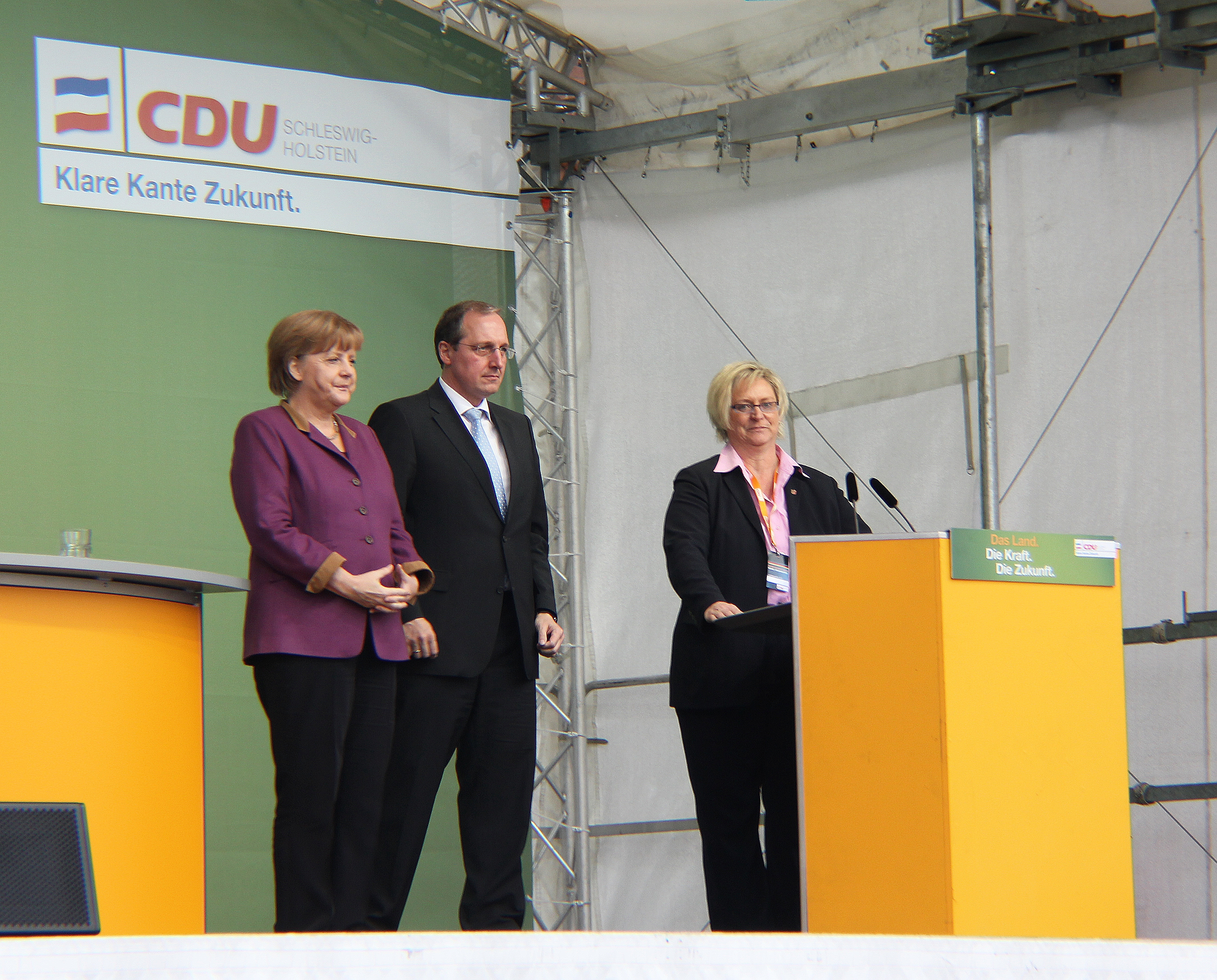
Susanne Herold im Landtagswahlkampf 2012 mit Jost de Jager und Angela Merkel in Flensburg

Susanne Herold gehörte von 1998 bis 2006 dem Rat der Stadt Flensburg an.
Am 28. April 2005 rückte sie für den ausgeschiedenen Abgeordneten Heinz Maurus in den Landtag von Schleswig-Holstein nach und wurde in den Vorstand der CDU-Landtagsfraktion sowie zur Vorsitzenden des Fraktionsarbeitskreises Bildung gewählt. Außerdem ist sie Fachsprecherin der CDU-Fraktion für den Bereich Regionalrat Schleswig/Sønderjylland.
Bei der vorgezogenen Landtagswahl am 27. September 2009 hat sie den Wahlkreis Flensburg direkt gewonnen.
Von 2009 bis 2012 war Susanne Herold stellvertretende Vorsitzende der CDU-Fraktion sowie Vorsitzende des Bildungsausschusses des Schleswig-Holsteinischen Landtages.
Bei der Landtagswahl am 6. Mai 2012 trat Herold erneut als Direktkandidatin der CDU an, unterlag diesmal jedoch ihrer SPD-Gegenkandidatin Simone Lange.
Da die Landesliste der CDU aufgrund der Wahlkreisverteilung im Land nicht zum Tragen kam, schied Herold mit der konstituierenden Sitzung aus dem Landtag aus.